# 347. strelska divizija (ZSSR)
347. strelska divizija (izvirno rusko 347. стрелковая дивизия; kratica 347. SD) je bila strelska divizija Rdeče armade v času druge svetovne vojne.

## Zgodovina
Divizija je bila ustanovljena septembra 1941 v Krasnodaru.